# Mammogeneza
Mammogeneza  - rozwój i dojrzewanie gruczołu mlekowego pod wpływem progesteronu i estrogenu. Z początku rozwija się on bardzo wolno, z biegiem czasu jednak się przyspiesza. U samców gruczoł ten jest nieczynny. Wyróżniamy mammogenezę: 
- przewodową
- zrazikową

Przeczytaj ostrzeżenie dotyczące informacji medycznych i pokrewnych zamieszczonych w Wikipedii.